# Charles Burnett (Regisseur)

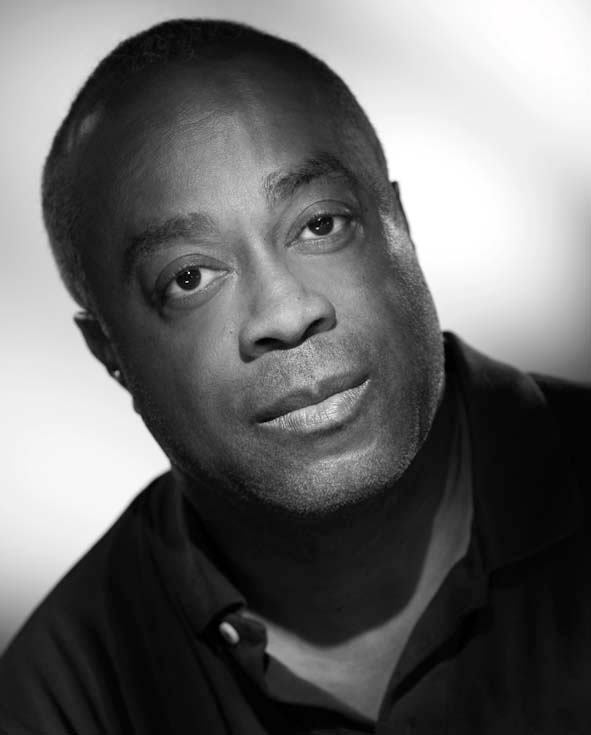
Charles Burnett (2008)

Charles Burnett (* 13. April 1944 in Vicksburg, Mississippi) ist ein US-amerikanischer Filmregisseur, Drehbuchautor, Kameramann, Filmproduzent, Schauspieler und Fotograf.
Seine bekanntesten Filme sind Schafe töten (1979), Zur Hochzeit meines Bruders (1983), Zorniger Schlaf (1990), Auf Ehre und Gewissen (1994) und Namibia – Der Kampf um die Freiheit (2007). Letzterer wurde unter anderem beim Kuala Lumpur International Film Festival 2007 ausgezeichnet. Zorniger Schlaf erhielt 1991 den Preis für das beste Drehbuch der National Society of Film Critics. 2017 wurde ihm der Ehrenoscar zuerkannt.

## Biografie
Charles Burnett wurde am 13. April 1944 in Vicksburg als Sohn einer Krankenschwester und eines Soldaten geboren. Als Charles Burnett drei Jahre alt war, zog die Familie nach Watts. Dort ließen sich die Eltern scheiden. Danach wurden er und sein Bruder von der Großmutter aufgezogen.
Nach Abschluss der Highschool schrieb sich Charles Burnett am Los Angeles City College mit dem Studienfach Electronics ein. Das Studium brach er ab und wechselte zur UCLA. Dort studierte er ab 1966 als Hauptfächer Schreiben und Sprache, unter anderem bei Elyseo Taylor und Basil Wright, und schloss 1971 mit einem Bachelor in Fine Arts ab. 1977 erwarb er seinen Master of Fine Arts mit dem Filmwerk Schafe töten (Originaltitel: Killer of Sheep).
Er ist mit Gaye Shannon-Burnett verheiratet, das Paar hat zwei gemeinsame Söhne.

## Filmschaffen

### Schafe töten (Originaltitel: Killer of Sheep)
Der Film spielt in den 1970er Jahren im Los-Angeles-Stadtteil Watts, in dem Charles Burnett aufwuchs. Der Protagonist Stan, ein sensibler Träumer und auf Rechtschaffenheit bedacht, lebt dort mit seiner Familie. Um diese zu ernähren, arbeitet Stan in einem Schlachthof und weidet dort Schafe aus. Je länger er dort arbeitet, desto mehr schottet er sich von seiner Familie ab. Seine ebenfalls überarbeitete Frau bemerkt dies, kann jedoch nichts dagegen tun.

#### Rezeption
Seine Abschlussarbeit an der UCLA Schafe töten wird mittlerweile als Meilenstein des Afro-Amerikanischen Films betrachtet.
Der Film wurde erstmals auf der Berlinale 1981 gezeigt. 2007 wurde eine durch das Unternehmen Milestone Films restaurierte Fassung aufgeführt. Anlässlich dieser Veröffentlichung schrieb 2007 der New-York-Times-Filmkritiker Dave Kehr

“But today “Killer of Sheep” is widely acknowledged as one of the most insightful and authentic dramas about African-American life on film, as well as one of the earliest examples of the politically aware black independent cinema that was taking shape in the 1970s.”

Auch für den Autor Chuck Kleinhans ist der neorealistische Film Schafe töten wegen seiner einfühlsamen dokumentarischen Qualitäten ein Meilenstein im Afro-Amerikanischen Film.
Im Jahr 1990 wurde der Film, zusammen mit 49 weiteren, in das National Film Registry der Library of Congress aufgenommen.
Die ungeklärten Musikrechte haben dreißig Jahre verhindert, dass der Film in den Verleih kam.

### Zur Hochzeit meines Bruders (Originaltitel: My Brother's Wedding)
Nach der Aufführung von Schafe töten auf der Berlinale 1981 vereinbarte das Zweite Deutsche Fernsehen die Mitfinanzierung des nächsten Films von Charles Burnett. Dieser wurde 1983 im Fernsehen unter dem Titel Zur Hochzeit meines Bruders ausgestrahlt. Anschließend „verschwand“ der Film aus der Öffentlichkeit. Nach dem Verkauf der Filmrechte erarbeitete Charles Burnett eine von 113 auf 88 Minuten gekürzte Schnittfassung, die auf der Berlinale 2008 uraufgeführt wurde.

### Weitere Filme
Der Film Das Ende der Nacht wurde auf der documenta X vorgeführt. Kurz vor Ende der documenta X, sie lief vom 21. Juni bis zum 28. September 1997, veröffentlichte Charles Burnett am 27. September 1997 den Film Documenta X - Die Filme.

## Filmografie
Bis 2013 führte Charles Burnett in 26 Filmen Regie, für weitere zwei Projekte ist er als Regisseur vorgesehen. Zu 15 Filmen schrieb Charles Burnett das Drehbuch. In elf Filmen übernahm er die Funktion des Kameramanns und er spielte in drei Filmen als Schauspieler mit.

### Regie
- Several Friends (Kurzfilm, 1969)
- The Horse (Kurzfilm, 1973)
- Schafe töten (1979)
- Zur Hochzeit meines Bruders (1983)
- Zorniger Schlaf (1990)
- America Becoming (Dokumentarfilm, 1991)
- Auf Ehre und Gewissen (1994)
- When It Rains (Kurzfilm, 1995)
- Das Ende der Nacht (1996)|Das Ende der Nacht (Fernsehfilm, 1996)
- Documenta X – Die Filme (1997)
- The Wedding (Fernsehfilm, 1998)
- Dr. Endesha Ida Mae Holland (Dokumentarkurzfilm, 1998)
- Selma, Alabama (Fernsehfilm, 1999)
- The Annihilation of Fish (1999)
- Olivia's Story (Kurzfilm, 2000)
- Buck McHenry – Baseball ist sein Leben (Fernsehfilm, 2000)
- American Family (Fernsehserie, 2002)
- Nat Turner: A Troublesome Property (Dokumentarfilm, 2003)
- For Reel? (Fernsehdokumentarfilm, 2003)
- The Blues (Fernsehserie, 2003, Folge: Warming by the Devil's Fire)
- Independent Lens (Fernsehserie, 2004, Folge: Nat Turner: A Troublesome Property)
- Quiet As Kept (Kurzfilm, 2007)
- Namibia – Der Kampf um die Freiheit (2007)
- Relative Strangers (Fernsehfilm, 2009)
- Mulatto Saga (Kurzfilm, 2012)
- Juliette Fairley's Mulatto's Dilemma (Kurzfilm, 2012)
- The Emir Abd El-Kader (pre-production, 2014)

### Drehbuch
- Several Friends
- The Horse
- Schafe töten
- Zur Hochzeit meines Bruders
- Segne ihre kleinen Herzen (1984)
- Zorniger Schlaf
- America Becoming
- Auf Ehre und Gewissen
- When It Rains
- Nat Turner: A Troublesome Property
- For Reel?
- The Blues – Warming by the Devil's Fire
- Independent Lens – Nat Turner: A Troublesome Property
- Quiet as Kept (Kurzfilm, 2008)
- Namibia – Der Kampf um die Freiheit

### Kameramann
- Bush Mama (1979)
- Schafe töten
- Your Children Come Back to You (Kurzfilm, 1979)
- The Pocketbook (Kurzfilm, 1980)
- A Different Image (1982)
- Zur Hochzeit meines Bruders
- Segne ihre kleinen Herzen
- Crocodile Conspiracy (Kurzfilm, 1986)
- Trumpetistically, Clora Bryant (Kurzvideo, 1989)
- Guests of Hotel Astoria (1989)
- Quiet as Kept

### Schauspieler
- Olivia's Story (Umpire)
- Nat Turner: A Troublesome Property (Lucinda)
- My Heart Turns Into a Grenade/But Aches for Sun (Elektriker)

## Auszeichnungen
- 1981: Berlin International Film Festival Auszeichnung für Schafe töten[9]
- 1988: MacArthur Fellowship für Schafe töten[11]
- 1990: Library of Congress Aufnahme von Schafe töten wegen seiner historischen Wichtigkeit in das National Film Registry[9]
- 1991: Preis für das beste Drehbuch für Zorniger Schlaf[6]
- 2002: National Society of Film Critics Aufnahme von Schafe töten als einen der hundert wichtigsten Filme[9]
- 2017: Ehrenoscar[7]